# アメリカ合衆国長老教会

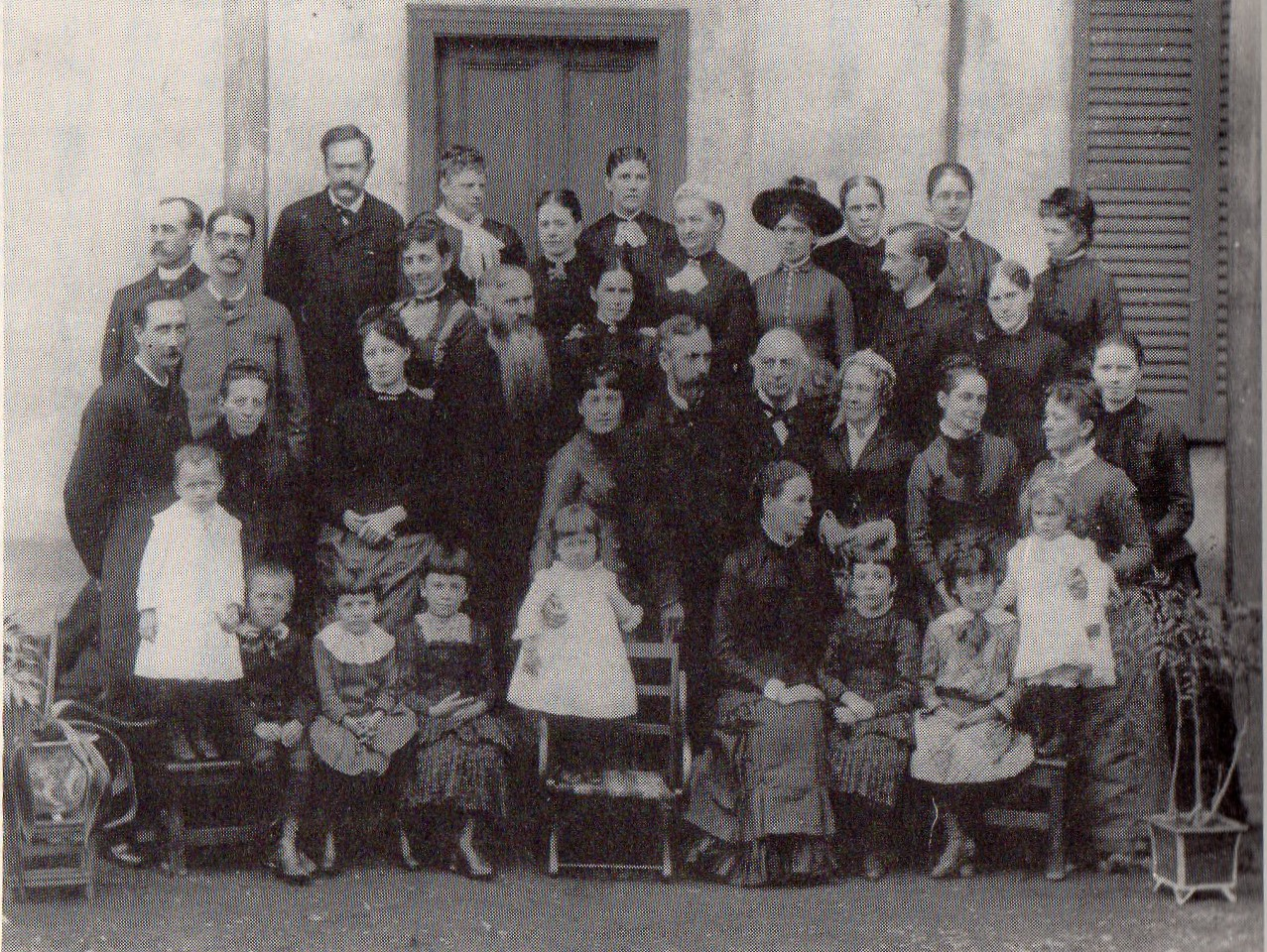
1880年代半ばの、アメリカ合衆国長老教会東京ミッションのメンバーの家族の集合写真

アメリカ合衆国長老教会（アメリカがっしゅうこくちょうろうきょうかい、英: Presbyterian Church in the United States of America、PCUSA）は、アメリカ合衆国にかつて存在した長老派教会の教派である。アメリカ合衆国の独立後の1789年に形成され、1958年まで存在した。

## 歴史
PCUSAの最初の大会は、1789年フィラデルフィアで開かれた。聖書に従属する基準としてウェストミンスター信仰告白、ウェストミンスター大教理問答、ウェストミンスター小教理問答を採用した。ウェストミンスター信仰告白は合衆国に合わせて若干修正された。
第二次大覚醒リバイバルの時にカンバーランド長老教会がPCUSAから分離した。
1836年にニュー・スクール（リバイバル〈信仰復興〉賛成派、穏健カルヴィニズム）とオールド・スクール（伝統的礼拝スタイル、厳格カルヴィニズム）に分裂し、1869年に再合同した。
1861年に米国南部の州の長老教会は、奴隷問題のためPCUSAから離れ合衆国長老教会 (Presbyterian Church in the United States, PCUS) を形成した。南部でPCUSAにとどまった教会は、しばしば軽蔑的に「北部の教会」と称された。
1906年にカンバーランド長老教会の多くがPCUSAと再合同し、ウェストミンスター信仰告白はジョン・ウェスレー派のアルミニウス主義の影響を受けて修正された。
PCUSAは1922年から1936年に聖書の霊感と権威、信仰告白、禁酒運動をめぐって、キリスト教根本主義（福音主義）と、近代主義者（自由主義神学）の重大なメイチェン論争を経験した。この論争でPCUSAから分離した保守派が正統長老教会を形成し、PCUSAにおける最初の保守派のシスマになった。
1958年に北米長老教会と合併し、1983年に現在のUSA長老教会 (Presbyterian Church〈U.S.A.〉) が形成された。

## 海外伝道局
ニュー・スクールとオールド・スクールの分裂した翌年の1837年に、従来のアメリカン・ボードに参加する宣教師派遣を止め、オールド・スクールは独自の海外伝道局となる米国長老海外伝道局を設置した。最初の宣教師の一人がジェームス・カーティス・ヘボンである。
1854年に徳川幕府と米国政府の間に日米和親条約が締結されると、最初に清国在住の宣教師デヴィー・ボサン・マッカーティーに日本へ宣教師として渡航するように命じた。一般人の日本渡航は許されず失敗した。
1858年7月29日に日米修好通商条約が締結され、第8条でキリスト教宣教師の来日が可能になった。海外伝道局は、自ら志願したヘボンと清国在住のジョン・リビングストン・ネビアスを日本宣教師に任命した。

## 日本派遣宣教師
- J・C・ヘボン(1859)
- D・タムソン(1862)
- E・コーンズ(1868)
- C・カロザース(1869)
- H・ルーミス(1872)
- E・R・ミラー(1872)
- O・M・グリーン(1873)
- J・C・バラ(1875)
- W・インブリー(1875)
- K・M・ヤングマン(1875)
- G・W・ノックス(1877)
- T・C・ウィン(1877)